# Городничёв, Сергей Михайлович
Серге́й Миха́йлович Городничёв (укр. Сергій Михайлович Городнічов; род. 31 января 1970, Феодосия) — советский и украинский боксёр, представитель нескольких весовых категорий от лёгкой до первой средней. Выступал за сборные СССР и Украины по боксу в конце 1980-х — середине 1990-х годов, бронзовый призёр чемпионата мира, победитель и призёр турниров международного значения, участник летних Олимпийских игр в Атланте. Мастер спорта СССР международного класса. Также известен как тренер и промоутер.

## Биография
Сергей Городничёв родился 31 января 1970 года в городе Феодосия Крымской области Украинской ССР.
Первого серьёзного успеха на взрослом международном уровне добился в сезоне 1988 года, когда вошёл в состав советской национальной сборной и побывал на международно турнире Gee-Bee в Хельсинки, откуда привёз награду серебряного достоинства, выигранную в зачёте лёгкой весовой категории — в решающем финальном поединке был остановлен румыном Даниэлем Думитреску.
В 1990 году выиграл бронзовую медаль на Кубке СССР.
За выдающиеся спортивные достижения в 1991 году удостоен почётного звания «Мастер спорта СССР международного класса».
В 1992 году стал серебряным призёром первого и единственного в своём роде чемпионата СНГ по боксу, уступив в финале полусреднего веса россиянину Роберту Имамову. Также одержал победу на Кубке Копенгагена в Дании, выиграл серебряную медаль на Кубке Канады в Оттаве.
В 1993 году в составе национальной сборной Украины завоевал бронзовую медаль на чемпионате мира в Тампере, где на стадии полуфиналов был остановлен литовцем Виталиусом Карпачаускасом. Принимал участие и в чемпионате Европы в Бурсе, но здесь попасть в число призёров не смог, остановившись уже в 1/8 финала. На профессиональном уровне встретился с олимпийским чемпионом Вячеславом Яновским, уступив ему по очкам в шести раундах.
На Кубке мира 1994 года в Бангкоке проиграл в 1/16 финала тайцу Аркхому Чэнлаю.
В 1995 году выступил на мировом первенстве в Берлине, здесь уже на предварительном этапе был побеждён узбеком Нариманом Атаевым.
На европейском первенстве 1996 года в Вайле дошёл в первом среднем весе до четвертьфинала, проиграв венгру Дьёрдю Мижеи. Отметился победой на международном турнире Multi Nations в Ливерпуле, где в финале взял верх над итальянцем Кристианом Санавией, будущим чемпионом мира среди профессионалов. Благодаря череде удачных выступлений удостоился права защищать честь страны на летних Олимпийских играх в Атланте — в категории до 71 кг благополучно прошёл первого соперника по турнирной сетке, тогда как во втором бою со счётом 2:15 потерпел поражение от кубинца Альфредо Дуверхеля, который в итоге стал серебряным призёром этого олимпийского турнира.
В 2002 году окончил Запорожский национальный университет. В 2007 году основал промоутерскую компанию Gorodok Boxing Promotion. После завершения спортивной карьеры активно занимался тренерской деятельностью, участвовал в подготовке таких известных боксёров как Владимир Кличко и Заурбек Байсангуров.